# 奥本務
奥本 務（おくもと つとむ、1934年（昭和9年）7月3日 - 2024年（令和6年）1月15日）は、日本の政治家、教育者。元大阪府高槻市長（3期）。

## 来歴
1934年京都府京都市南区にて出生。滋賀大学学芸学部（現教育学部）卒業。1960年より大阪府内の公立小学校に奉職し、高槻市立第三中学校教諭、教育委員会管理部長、市民福祉部長、市長公室長などを歴任。1988年高槻市助役に就任（3期）。
1999年、高槻市長に初当選。2011年4月30日に任期満了にともない市長を退任。2018年、旭日小綬章を受章。
2024年1月15日、誤嚥性肺炎のため、死去した。89歳没。死没日付をもって正五位に叙された。